# Барановичі-Центральні
Барáновичі-Центрáльні (біл. Бара́навічы Цэнтра́льныя) — залізнична станція Барановицького відділення Білоруської залізниці.
Розташована в місті Барановичі між Берестейською вулицею і вулицею Вільчковського.

## Історія
Станція Барановичі-Центральні відкрита 28 листопада 1871 року, із введенням її в експлуатацію, яка була призначена для ремонту і заміни паровозів на Московсько-Берестейській залізниці. Того дня розпочався рух на побудованій ділянці залізниці Смоленськ — Берестя.
До середини 1880-х років селище, що виникло навколо станції налічувало близько 1,5 тисяч мешканців. Ім'я станції дало село Барановичі, перша згадка про яке зустрічається у заповіті А. Є. Синявського у 1627 році.
Дерев'яна будівля вокзалу, станційні споруди, нечисленні будинки, в яких жили залізничники, — такими були тоді Барановичі. Нова залізниця стала значною подією не тільки для місцевих селян, але і для всієї тодішньої Російської імперії, вона дозволила з'єднати другу столицю Москву із західним краєм імперії.
Поштовхом до інтенсивнішого заселення району, прилеглого до станції з півдня, стала подія у травні 1884 року — Мінське губернське правління ухвалило рішення про розбудову на поміщицьких землях Розвадовського містечка, що отримало назву Розвадово. Забудова містечка здійснювалася за планом, який був затверджений мінським губернатором 27 травня 1884 року. У селищі тоді було 120 будинків і мешкали 1,5 тисячі чоловік.
Згідно з планами, затвердженими імператором Олександром III, передбачалося, що тут же пройде ще одна залізниця Вільно — Лунинець — Рівне. Тому одночасно, в двох з половиною кілометрах від станції, Московсько-Берестейську залізницю перетнули колії Вільно-Рівненського напрямку Поліських залізниць. На залізничному перетині виникла ще одна станція Барановичі-Поліські, яка стала другим центром формування майбутнього міста. Як і в першому випадку, в районі станції заселилися робочі і торговці. Виникло нове поселення, яке на відміну від Розвадово, що мало назву в неофіційному обігу Старі Барановичі, отримало назву — Нові Барановичі. Воно розвивалося на землях, що належали селянам низки сіл (Светиловичі, Гирово, Узноги), які були розташовані неподалік від нової станції. Зручніші, ніж на поміщицьких землях, умови оренди, близькість адміністративних установ сприяли швидкому зростанню цього поселення.

Старовинні світлини вокзалу
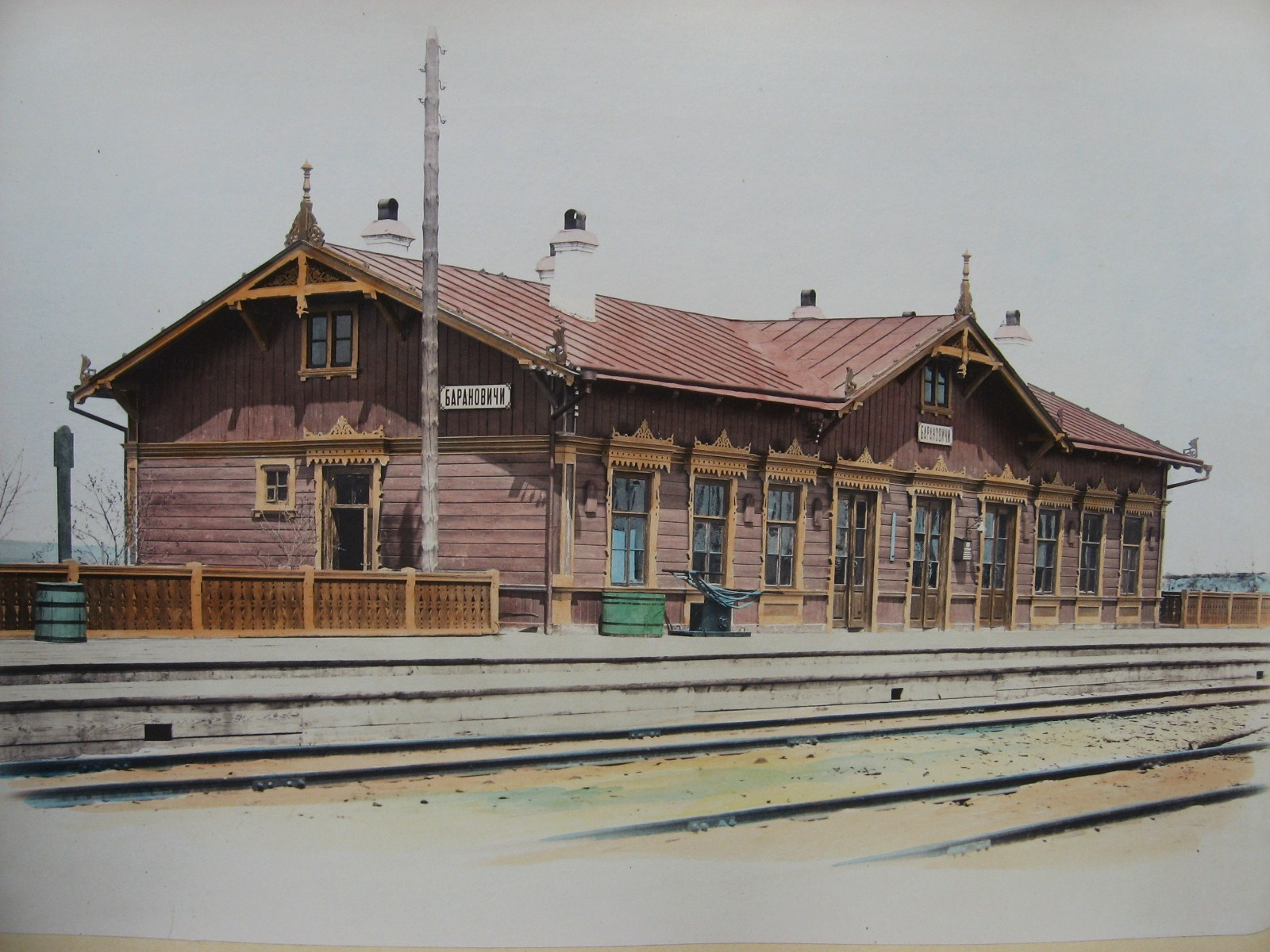
1880
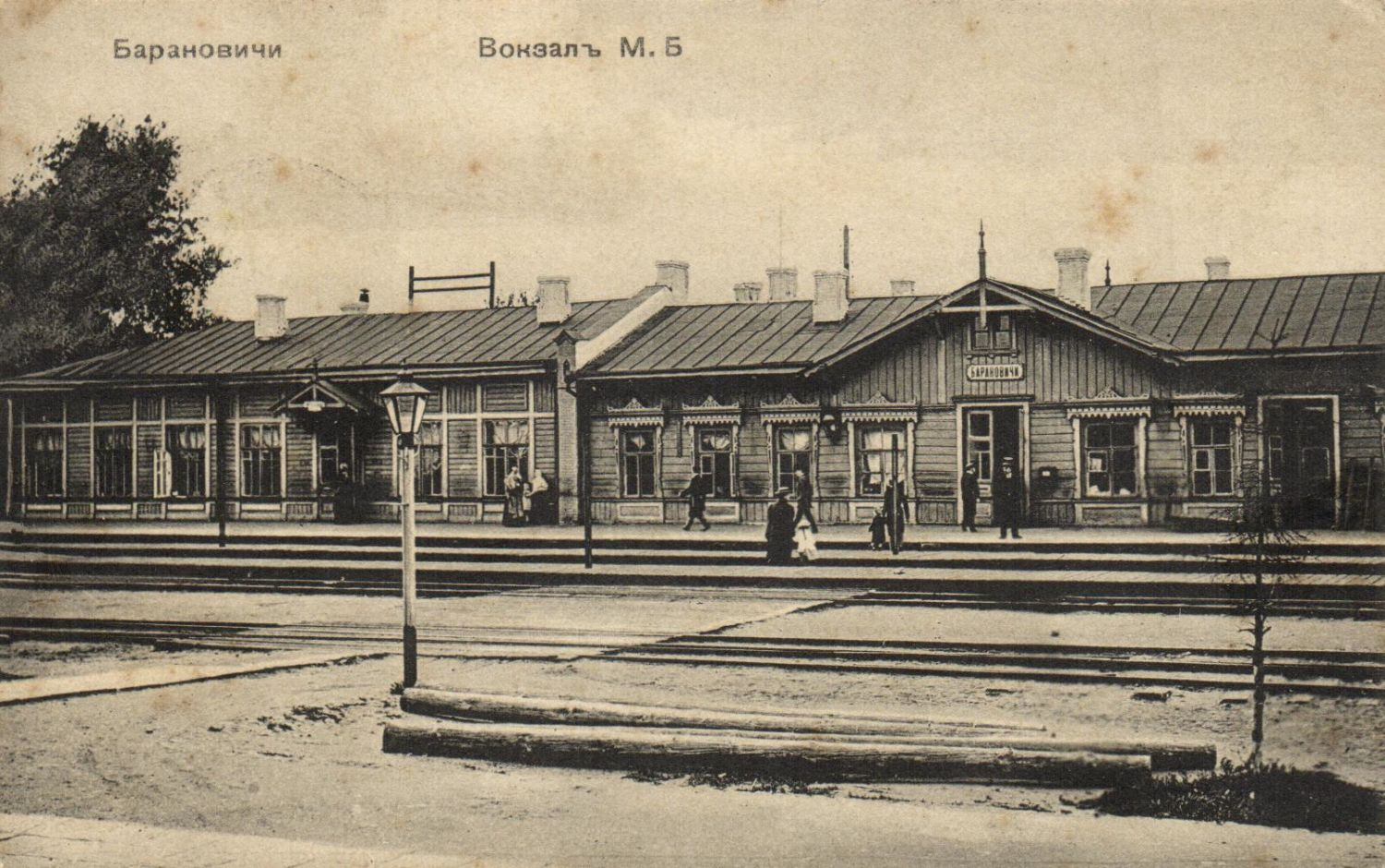
1909
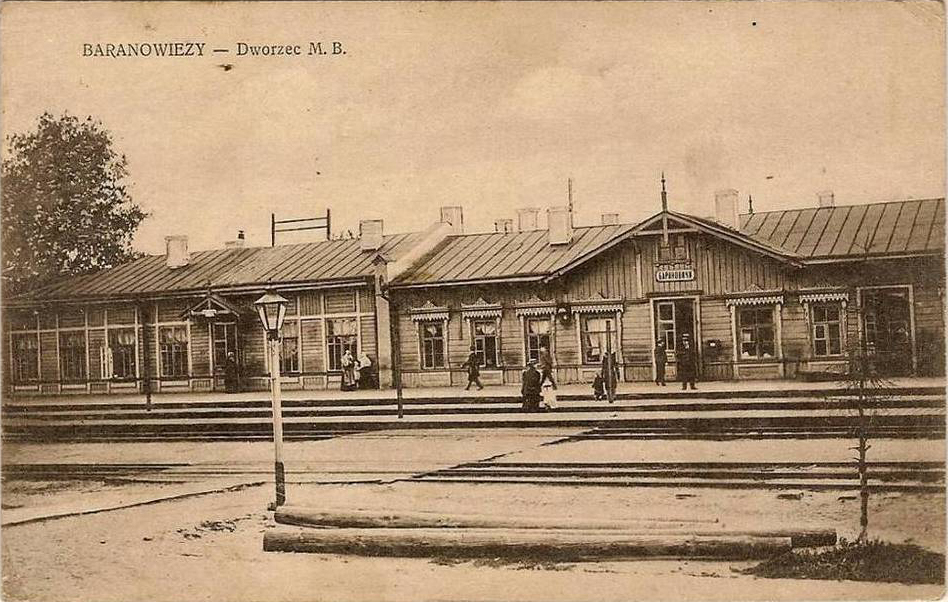
1916
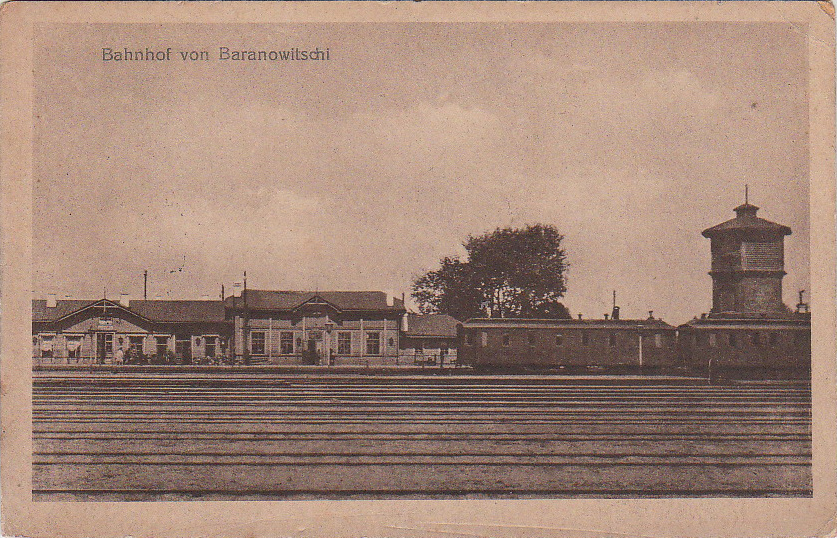
1918

Із введенням у 1886 році в експлуатацію лінії Барановичі — Вовковиськ — Білосток, Барановичі перетворилися на великий залізничний вузол. Розвадово (неофіційна назва — «Старі Барановичі») і Нові Барановичі об'єдналися в містечко під загальною назвою Барановичі.
6 жовтня 1888 року в містечку Розвадово введено міщанське управління. Поступово Барановичі стали великим залізничним вузлом, що з'єднало з найважливішими економічними центрами країни — центральною Росією і Польщею, країнами Балтії і Україною. Це сприяло розвитку поселення і привернула увагу військового відомства. У районі Барановичей були побудовані комори, млини і цукорний завод Віленського інтендантства, розміщені кілька батальйонів піхотного полку. Ці почини військового відомства, а також подальший розвиток залізничних станцій вимагав все більше і більше робочої сили.
Перший вантажно-пасажирський потяг через станцію 3-го класу пройшов 28 листопада 1871 року.

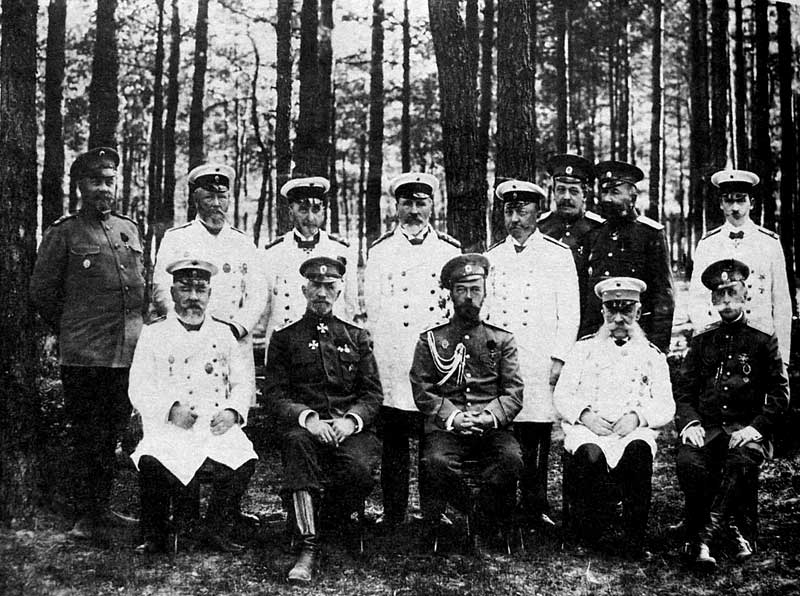
Рада міністрів, Царська ставка. Станція Барановичі, 14 червня 1915 року. У першому рядку: державний контролер

На початку Першої світової війни в Барановичах розміщувалися військові сили і якийсь час розміщувалася Ставка Верховного головнокомандувача російських військ (у районі розташування залізничної бригади неподалік від станції Барановичі-Поліські), куди 10 разів приїжджав імператор Микола II. Після страшної поразки в Барановицькій або, як її ще називають, Скорбово-Городищенській операції у липні 1916 року втрати російських військ склали близько 80 тис. чоловік. Російська армія відступила і містечко з 1916 по січень 1919 роки було окуповане кайзерськими військами. Впродовж двох років тут проходила лінія фронту.
Перша будівля вокзалу до наших днів не збереглася; на його місці побудований новий вокзал.
17 лютого 1983 року, після введення в експлуатацію електрифікованих ліній на станціях Орша-Західна і Орша-Східна, розпочато повноцінний рух вантажних поїздів на електротязі від Барановичей до Вязьми.
6 листопада 1983 року підписано Акт державної комісії про введення електрифікації дільницю Барановичі — Берестя. Цього дня був відправлений перший електропоїзд сполученням Барановичі — Берестя.
28 грудня 1983 року з Берестя до Барановичей прибув перший вантажний поїзд на електротязі.
10 січня 1984 року розпочався рух поїздів на електротязі від Москви через Барановичі до Берестя.

## Пасажирське сполучення
На станцію Барановичі-Центральні прибувають та відправляються пасажирські поїзди міжнародних, міжрегіональних і регіональних ліній економ- і бізнескласу.
З вокзалу станції Барановичі-Центральні поїздами є можливість доїхати до великих міст Білорусі, України, Польщі, Чехії, Німеччини, Франції і Росії.
Поїзди міжнародних ліній з'єднують Барановичі з такими містами, як Варшава, Львів, Москва, Ніцца, Новосибірськ, Париж, Прага, Санкт-Петербург, Саратов, Смоленськ тощо.
Поїзди міжрегіональних ліній економкласу прямують до Мінська, Берестя, Гомеля, Гродно, Вітебська, Могильова, Полоцька та інших.
Поїзди регіональних ліній економкласу сполучають міста Берестя, Гродно, Високо-Литовськ, Вовковиськ, Ліда, Лунинець, Пінськ тощо.

## Галерея

Фотографії станції Барановичі-Центральні
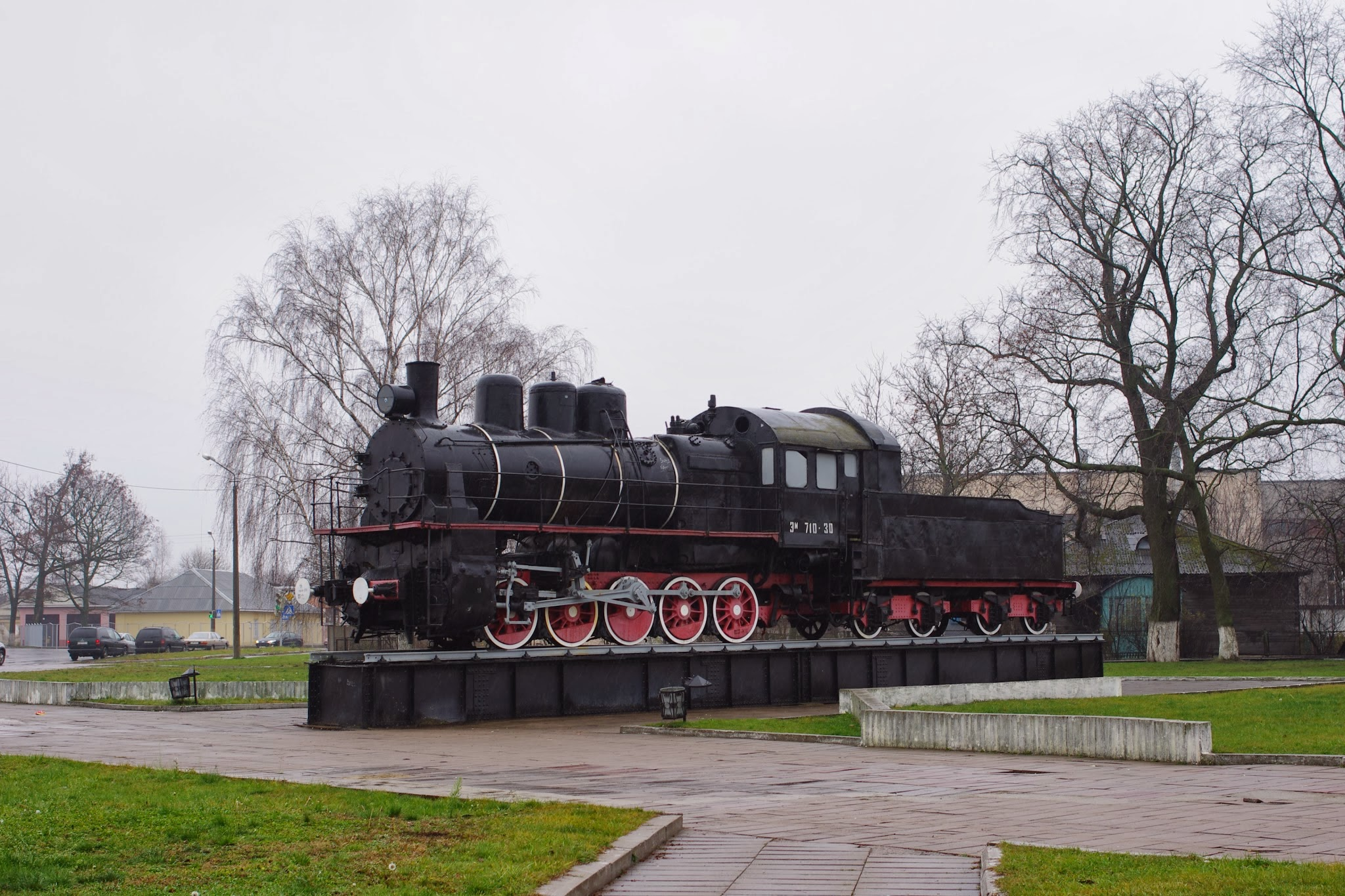
Пам'ятник паровозу
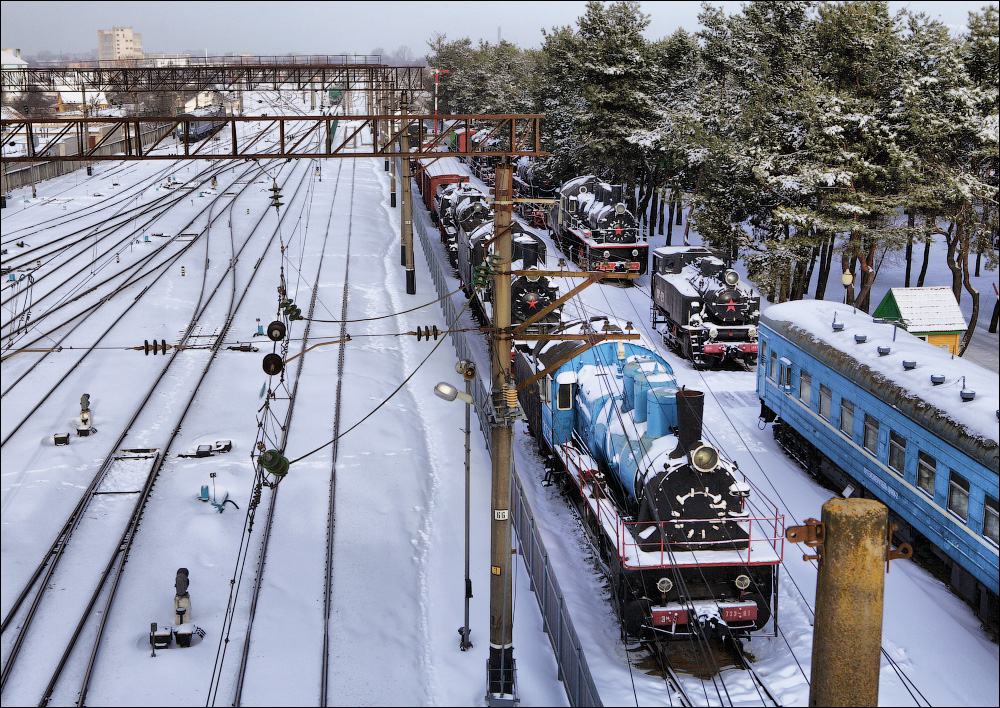
Музей локомотивів
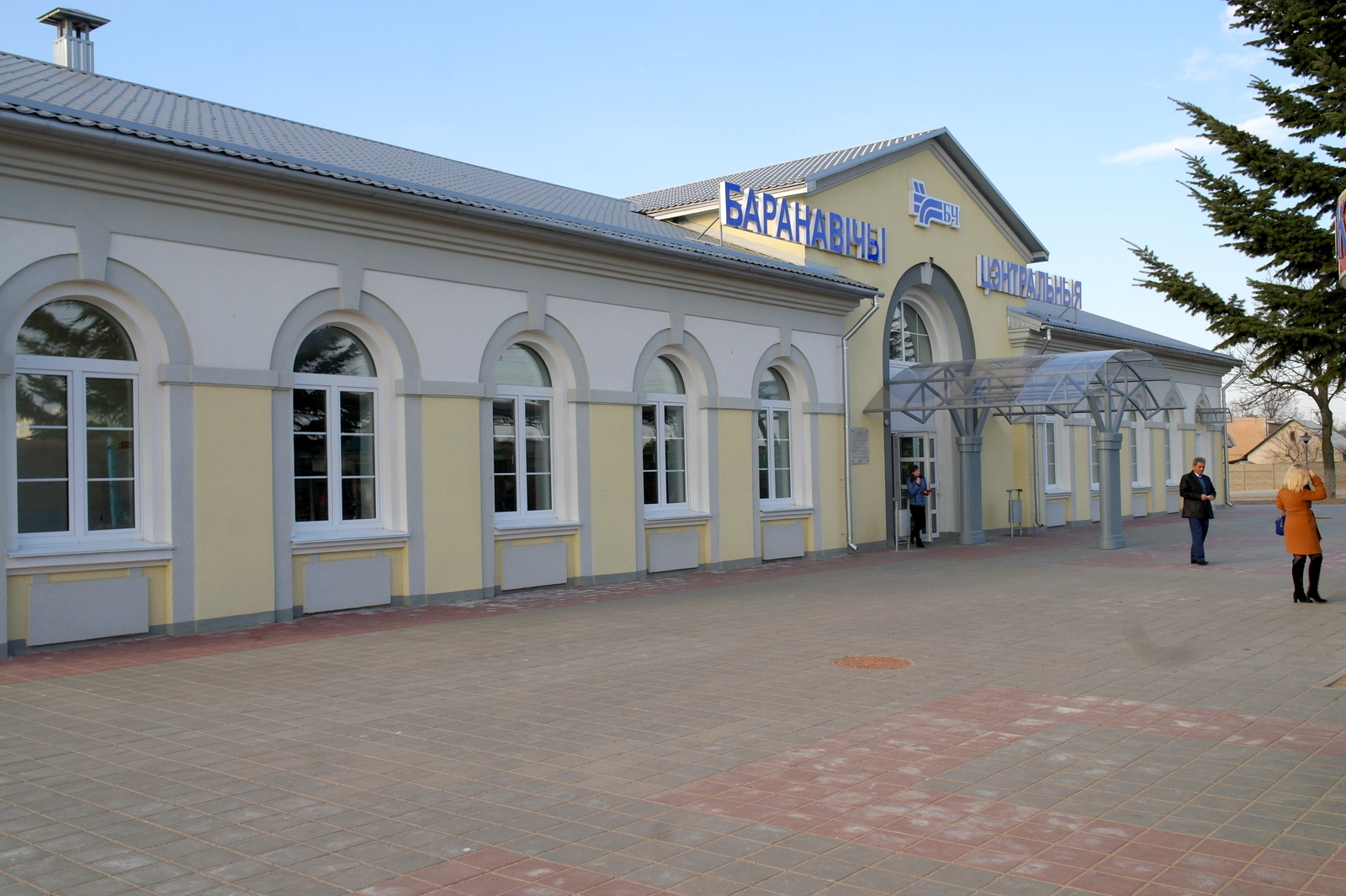
Сучасний залізничний вокзал
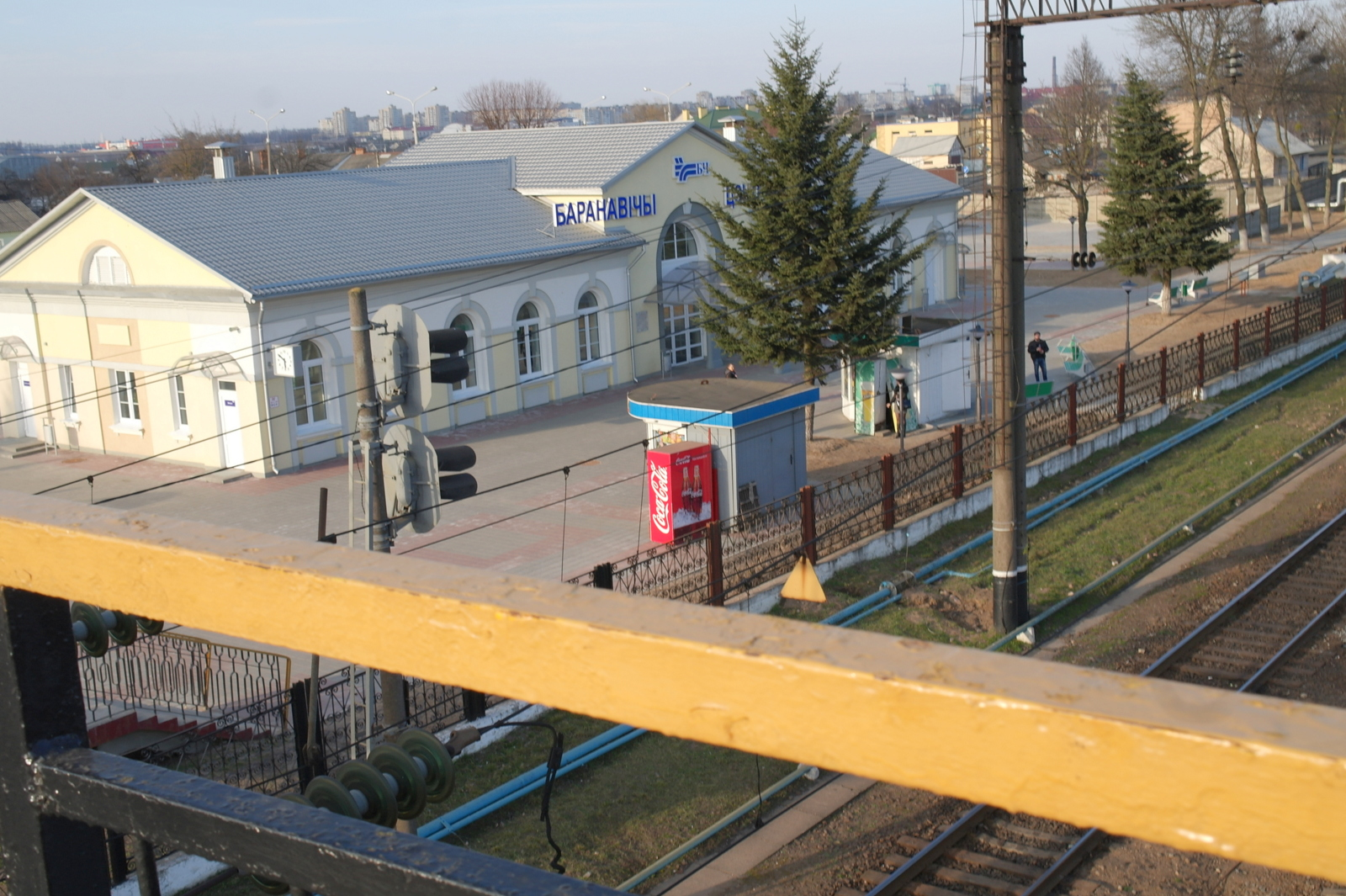
Вигляд з пішохідного моста

Рухомий склад
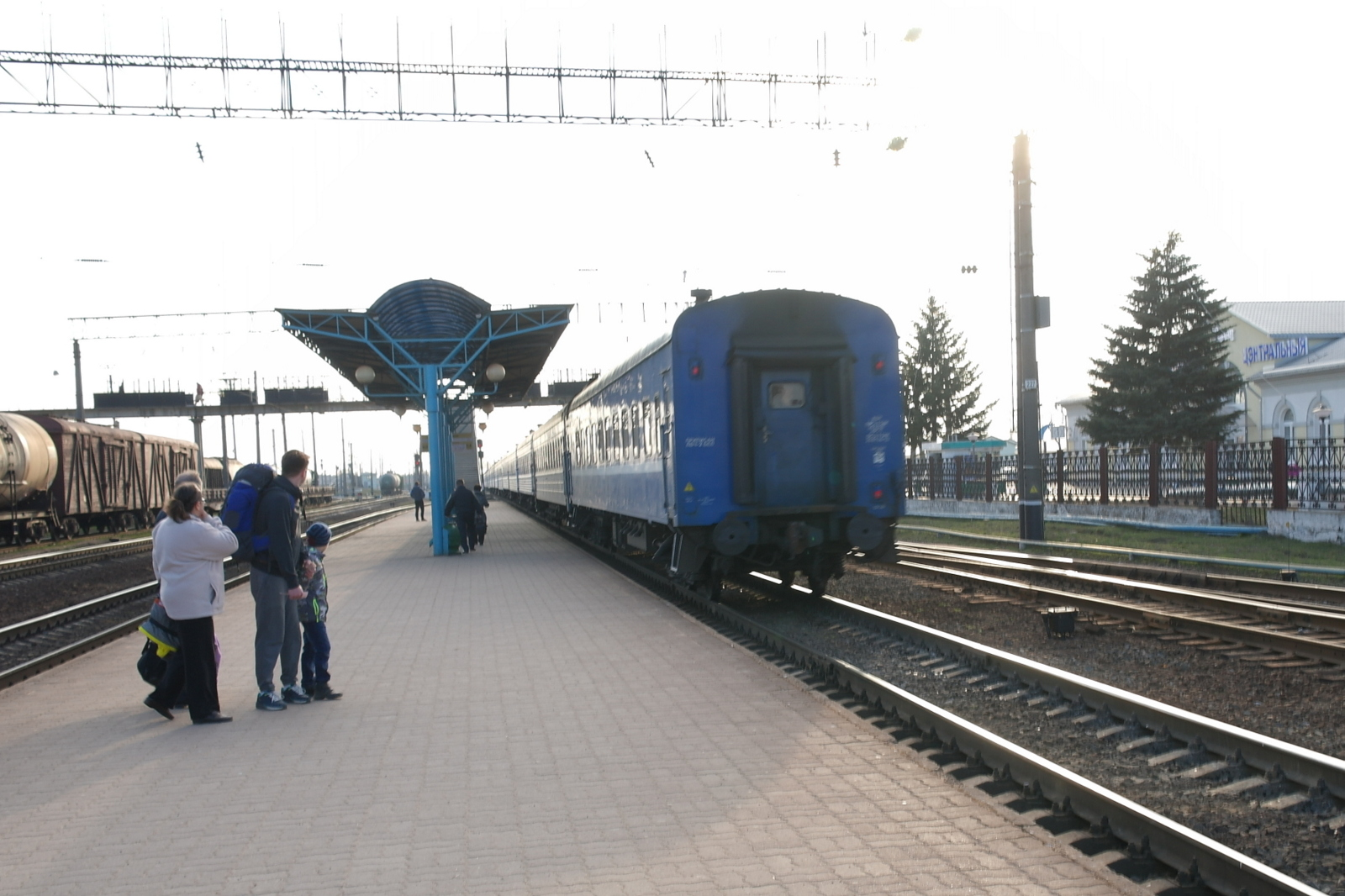
Пасажирський поїзд
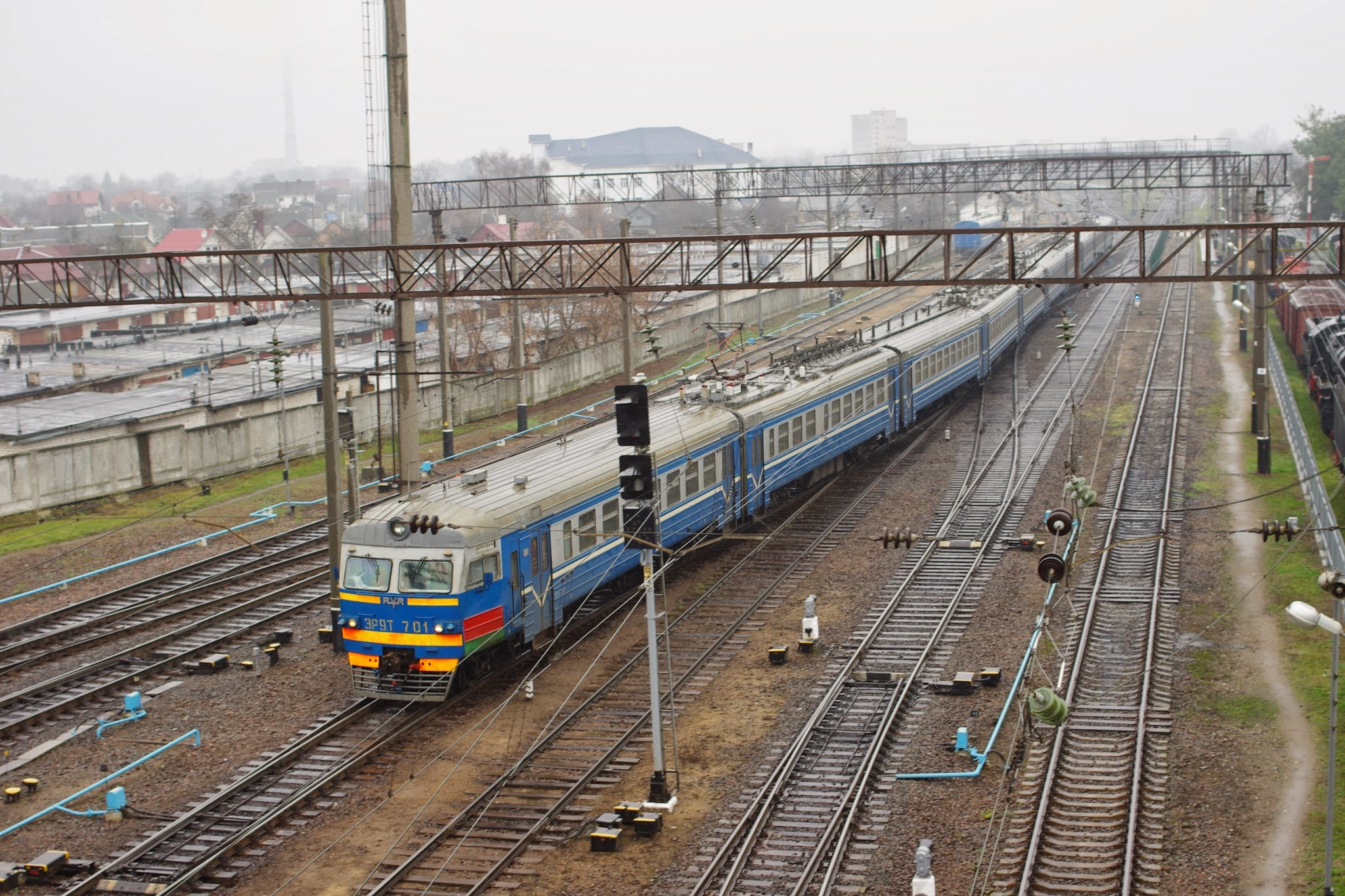
Електропоїзд ЕР9Т-701
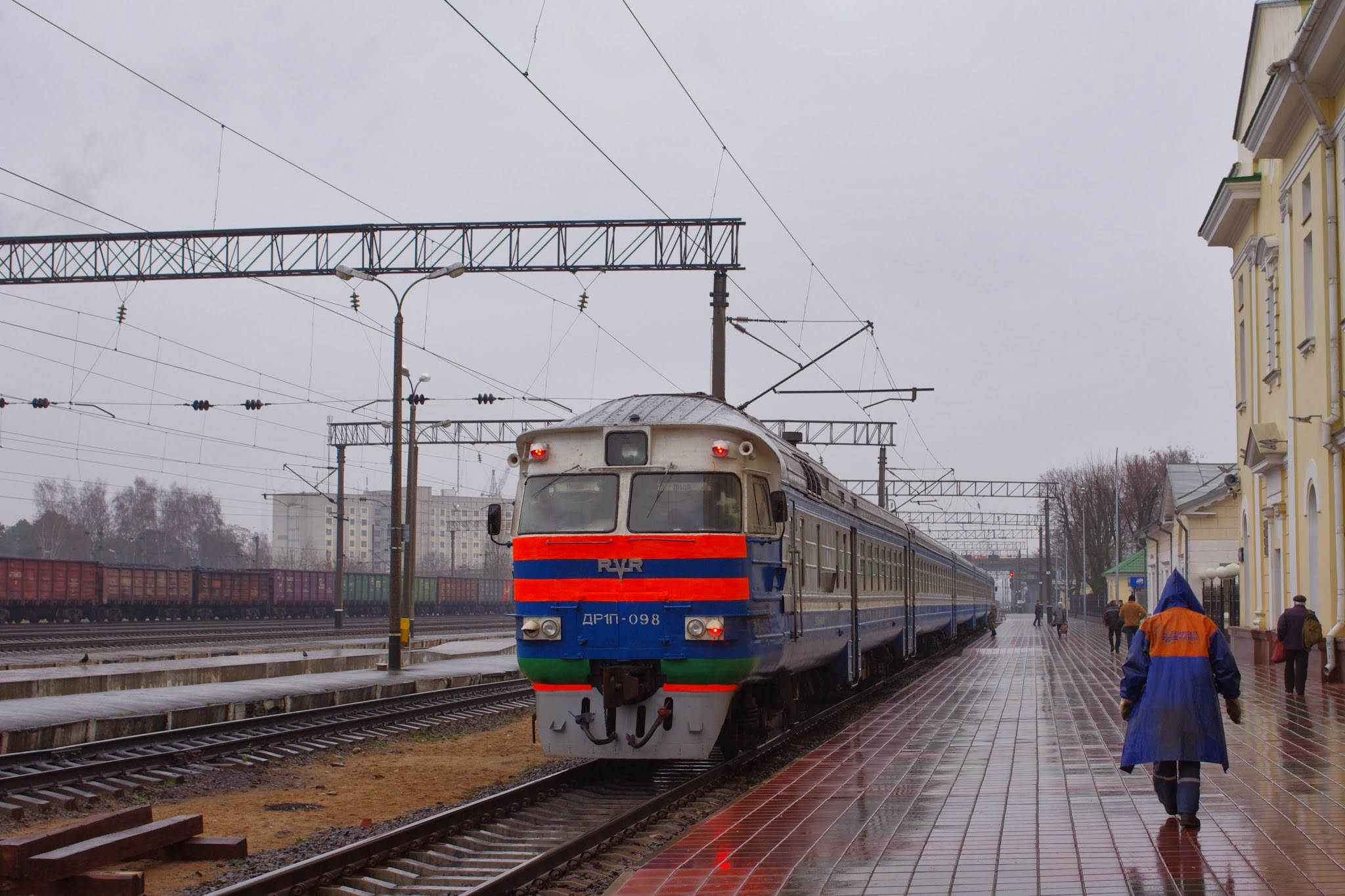
Дизель-поїзд ДР1П-098